# Hamadryas nysa
Hamadryas nysa är en fjärilsart som beskrevs av Charles Oberthür. Hamadryas nysa ingår i släktet Hamadryas och familjen praktfjärilar. Inga underarter finns listade i Catalogue of Life.